# Sliven
Pour la région, voir Sliven (oblast).
Sliven (en bulgare : Сливен) est une ville de l'Est de la Bulgarie, située au pied de la chaîne du Grand Balkan.
La ville est célèbre pour ses haïdouks, combattants qui luttèrent contre la domination ottomane au XIXe siècle, ainsi que pour son industrie textile : c'est à Sliven qu'a été construite, en 1834, la première fabrique de textile sur le territoire de l'actuelle Bulgarie.

## Jumelages
La ville de Sliven est jumelée avec :
- Gera (Allemagne)
- Ternopil (Ukraine)
- Pécs (Hongrie)
- Kaisarianí (Grèce)
- Voronej (Russie)
- Chongqing (Chine)
- Alba Iulia (Roumanie)
- Svetlogorsk (Biélorussie)
- Tekirdağ (Turquie)
- Jerash (Jordanie)
- Melitopol (Ukraine)
- Taraclia (Moldavie)

## Personnalités nées à Sliven
- Anton Pann (1794-1854), poète et compositeur roumain d'origine bulgare, auteur de la musique de l'hymne roumain.
- Dr. Ivan Seliminski (en) (1799-1866), philosophe, enseignant et médecin bulgare.
- Dobri Jeliazkov (en) (1800-1865), industriel bulgare, fondateur de la première fabrique de textile dans les provinces balkaniques de l'empire Ottoman.
- Dimitar Dobrovitch (en) (1816-1905), le premier peintre bulgare ayant reçu une instruction académique.
- Mikhaïl Koloni (bg) (1817-1893), homme politique bulgare, maire de Varna. Etudiant à Paris, il participe à la Révolution de 1848.
- Sava Dobroplodni (en) (1820-1894), dramaturge et écrivain bulgare, auteur de la première pièce en langue bulgare, Mihal Miškoed (1856).
- Dobri Tchintoulov (en) (1822-1886), célèbre poète du Renouveau bulgare du XIXe siècle.
- Dr. Georgi Mirkovich (bg) (1826-1905), militant pour l'indépendance, homme politique et médecin et homéopathe bulgare, l'un des premiers adeptes de Peter Deunov.
- Panayot Hitov (1830-1918), haïdouk, révolutionnaire et voïvode bulgare.
- Hadji Dimitar (1840-1868), révolutionnaire bulgare.
- Stefan Panaretov (en) (1853-1931), éminent professeur et diplomate, premier ambassadeur de la Bulgarie aux Etats-Unis.
- Yordan Kyuvliev (bg) (1877-1910), peintre paysagiste bulgare formé à l'Académie des beaux-arts d'Anvers auprès du peintre flamand Julien De Vriendt.
- Stefan Kirov (acteur) (bg) (1883-1941), acteur et metteur en scène, élève de Stanislavski et de Nemirovitch-Dantchenko au Théâtre artistique de Moscou (1904-1909), patron du théâtre de Sliven.
- Sirak Skitnik (en) (1883-1943), écrivain et peintre bulgare ayant étudié la peinture à l'Académie de Saint-Pétersbourg aux côtés de Kandinsky et Chagall, premier directeur de la radio nationale.
- Stefan Makedonski (bg) (1885-1952), acteur et chanteur d'opéra, fondateur de l'opérette bulgare, patron du Théâtre musical de Sofia.
- Konstantin Konstantinov (bg) (1890-1970), écrivain et traducteur bulgare.
- Micho Todorov (bg) (1890-1967), compositeur bulgare.
- Vassil Guendov (en) (1891-1970), acteur, metteur en scène et dramaturge, premier réalisateur de cinéma bulgare, réalisateur et acteur principal du premier film bulgare "Bulgaran est galant" (1915).
- Donka Konstantinova (bg) (1894-1973), peintre bulgare, sœur de l'écrivain Konstantin Konstantinov.
- Sâbi Dimitrov (bg) (1900-1941), militant communiste, représentant du Parti communiste bulgare auprès du Parti communiste espagnol pendant la Guerre d'Espagne.
- Radoï Raline (en) (1922-2004), satiriste et dissident bulgare.
- Ivan Slavov (bg) (1928-2012), philosophe, professeur des universités.
- Stanka Pentcheva (en) (1929-2014), poétesse bulgare.
- Atanas Slavov (en) (1930-2010), écrivain et dissident bulgare émigré aux États-Unis.
- Nikolay Binev (en) (1934-2003), acteur bulgare.
- Damian Damianov (bg) (1935-1999), poète et parolier bulgare.
- Julia Kristeva (1941-), sémioticienne, psychanalyste et écrivaine française de renommée mondiale.
- Nikolaï Poliakov (bg) (1941-), metteur en scène bulgare d'origine russe.
- Kevork Kevorkian (bg) (1944-), journaliste bulgare d'origine arménienne.
- Violeta Guindeva (bg) (1946-2019), actrice bulgare.
- Norair Nurikyan (1948-), haltérophile, double champion olympique.
- Margarita Hranova (en) (1951-), chanteuse de variété bulgare.
- Valentina Radinska (en) (1951-), femme de lettres, journaliste et traductrice bulgare.
- Assen Gagaouzov (bg) (1953-), ministre de l'aménagement du territoire dans le gouvernement de Sergueï Stanichev (2005-2009).
- Kamen Tchanev (en) (1964-2020), ténor de renommée internationale.

## Personnalités liées à Sliven
- Indjé Voïvoda (1755-1821), haïdouk et militant pour la libération, a habité très jeune à Sliven.
- Georgi Kirkov (en) (1867-1919), militant socialiste bulgare, élu député dans la circonscription de Sliven en 1901.
- Peyo Yavorov (1878-1914), éminent poète bulgare, a travaillé comme opérateur télégraphiste à Sliven d'avril 1897 à août 1898.
- Elisaveta Bagriana (1893-1991), poétesse bulgare dont la famille était originaire de Sliven et qui a dédié plusieurs poèmes à « la ville de mon père ».
- Vladimir Polianov (bg) (1899-1988), écrivain et dramaturge bulgare, directeur du théâtre de Sliven de 1961 à 1963.
- Ivan Radoev (en) (1927-1994), poète et dramaturge bulgare, a travaillé au théâtre de Sliven dans les années 1960.
- Metodi Grigorov (bg) (1937-2020), chef de chorale.
- Asparuh Panov (en) (1949-), homme politique bulgare, député de l'Union des forces démocratiques dans les années 1990. Sa famille est originaire de Sliven et est issue de la lignée d'Anton Pann.
- Panayot Panayotov (en) (1951-), célèbre chanteur de variétés bulgare, a passé son enfance et son adolescence à Sliven.
- Svetlana Ditcheva (bg) (1960-), célèbre journaliste radio, a terminé le Lycée bilingue Zahari-Stoyanov (initialement nommé Lycée français) de Sliven.
- Éric Naulleau, éditeur, essayiste, traducteur, critique littéraire, chroniqueur sportif, animateur de radio et de télévision français, a enseigné le français au Lycée bilingue Zahari-Stoyanov de 1986 à 1988.
- Yordan Letchkov (1967-), footballeur de renommée internationale, a été maire de Sliven de 2003 à 2011.